# Gewat
Gewat (hebr. ‏גבת‎; ang. Gevat lub także Gvat; pol. „Wzgórze”) – kibuc położony w Samorządzie Regionu Emek Jizre’el, w Dystrykcie Północnym, w Izraelu. Członek Ruchu Kibuców (Ha-Tenu’a ha-Kibbucit).

## Położenie
Kibuc jest położony na wysokości od 90 do 120 metrów n.p.m., na północnej granicy intensywnie użytkowanej rolniczo Doliny Jezreel z masywem górskim Hare Nacerat, w Dolnej Galilei, na północy Izraela. Masyw Hare Nacerat ciągnie się na wschód od kibucu w kierunku do miasta Nazaret. Z tych wzgórz spływa, przepływający na północ i zachód od kibucu strumień Cewi, natomiast na południu jest strumień Jifat. Okoliczny teren łagodnie opada w kierunku południowo-zachodnim. W jego otoczeniu znajdują się miasto Migdal ha-Emek, kibuce Ramat Dawid, Jifat i Sarid, moszawy Nahalal i Kefar Baruch, oraz wieś komunalna Timrat. Na południowy zachód od kibucu jest baza lotnicza Ramat Dawid.
Gewat jest położony w Samorządzie Regionu Emek Jizre’el, w Poddystrykcie Jezreel, w Dystrykcie Północnym Izraela.

## Historia
Od początku XX wieku żydowskie organizacje syjonistyczne rozpoczęły wykupywanie ziemi w Dolinie Jezreel, przeznaczając ją pod rozwój osadnictwa żydowskiego w Palestynie. Współczesny kibuc Gewat został założony na miejscu w ten sposób wykupionej arabskiej wioski G’bta. Na jej miejscu prowadzone były później wykopaliska archeologiczne, a sam kibuc wziął swoją nazwę właśnie od tego wzgórza.
Grupa założycielska kibucu powstała w 1922 roku. W jej skład weszli imigranci z Polski, którzy po masakrze Żydów w Pińsku wyjechali do Palestyny. Przyjęli oni nazwę „Męczenników Pińska”, aby w ten sposób uczcić pamięć 35 członków społeczności żydowskiej w Pińsku, którzy zostali zabici przez polskich żołnierzy w dniu 5 kwietnia 1919 roku. Grupa ta początkowo zaangażowała się w normalne działalności innych grup robotniczych, jednak szybko wycofała się i rozpoczęła poszukiwanie ziemi pod założenie własnej osady rolniczej. W międzyczasie dołączyli do niej kolejni imigranci z Niemiec. Przyjechali oni do Doliny Jezreel, i w dniu 28 listopada 1926 roku utworzyli kibuc Gewat. We wrześniu 1934 roku zorganizowano tutaj pierwszy kurs szkoleniowy dowódców żydowskiej organizacji paramilitarnej Hagana. Podczas II wojny światowej, w latach 1939-1943 w kibucu działała podziemna stacja radiowa nadająca alfabetem Morse’a komunikaty Hagany. Nadawane stąd sygnały docierały nawet do Chaima Weizmana w Londynie i Nowym Jorku. Przez cały ten czas odbywały się tutaj szkolenia kompanii szturmowych Palmach. W poszukiwaniu skutecznego rozwiązania narastającego konfliktu izraelsko-arabskiego w dniu 29 listopada 1947 roku została przyjęta Rezolucja Zgromadzenia Ogólnego ONZ nr 181. Zakładała ona między innymi, że kibuc Gewat miał znaleźć się w granicach nowo utworzonego państwa żydowskiego. Arabowie odrzucili tę rezolucję i dzień później doprowadzili do wybuchu wojny domowej w Mandacie Palestyny, podczas której sparaliżowali żydowską komunikację w prawie całej Galilei. Podczas I wojny izraelsko-arabskiej (1948–1949) siły żydowskie wysiedliły większość okolicznych arabskich wiosek, umożliwiając dalszy rozwój kibucu Gewat. W 1951 roku doszło do wewnętrznego rozłamu między członkami kibucu. W jego wyniku około 40% lewicowych członków partii politycznej Mapai opuściło kibuc i dołączyło do grupy założycielskiej pobliskiego kibucu Jifat. Podczas wojny Jom Kipur w dniu 6 października 1973 roku na kibuc spadła rakieta, powodując znaczne straty materialne. W 2004 roku kibuc przeszedł przez proces prywatyzacji, zachowując kolektywną organizację instytucji kultury, edukacji i ochrony zdrowia. W 2010 roku rozpoczęto budowę nowego osiedla mieszkaniowego, które jest położone w południowej części osady.

### Nazwa
Nazwa osady pochodzi od aramejskiego słowa gabata (גבתא) i oznacza „wzgórze”.

## Demografia
Większość mieszkańców kibucu jest Żydami, jednak nie wszyscy identyfikują się z judaizmem. Tutejsza populacja jest świecka:

## Gospodarka i infrastruktura
Gospodarka kibucu opiera się na intensywnym rolnictwie. Uprawy są realizowane w ramach korporacji rolniczej skupiającej okoliczne kibuce. Korporacja powstała aby służyć rozwojowi biznesu i poprawieniu opłacalności interesów. Uprawy rolne obejmują pszenicę, wykę, koniczynę, sorgo, słonecznik, arbuzy, bawełnę, kukurydzę, groszek, marchew, brokuły, pomidory, paprykę i przyprawy. Jest tutaj duży sad drzew oliwkowych. Dodatkowo hoduje się tutaj drób i bydło mleczne. Głównym źródłem dochodów jest jednak fabryka plastikowych rur, systemów nawadniających oraz innych akcesoriów Plastro Irrigation Systems Ltd. Od 2008 roku należy ona do międzynarodowej korporacji John Deere Water. W kibucu jest przychodnia zdrowia z gabinetem stomatologicznym, sklep wielobranżowy, pralnia i warsztat mechaniczny.

## Transport
Z kibucu wyjeżdża się na północ na drogę nr 73, którą jadąc na wschód dojeżdża się do kibuców Jifat i Sarid, a dalej do miasta Migdal ha-Emek, natomiast jadąc na północny zachód dojeżdża się do kibucu Ramat Dawid i moszawu Nahalal, a dalej do węzła drogowego z drogą ekspresową nr 75.

## Edukacja i sport
Kibuc utrzymuje przedszkole. Starsze dzieci są dowożone do szkoły podstawowej w kibucu Sarid lub szkoły średniej w kibucu Jifat. W kibucu jest ośrodek kultury z biblioteką, basen pływacki, sala sportowa, korty tenisowe oraz boisko do piłki nożnej. Jest tu także regionalne muzeum oraz zachowany buidynek, w którym w latach 1939–1943 działała radiostacja Sara.

## Osoby związane z kibucem
- Daniel Libeskind – żydowski architekt, który w latach 1960–1962 mieszkał w kibucu Gewat.